# Гроздов, Христофор Сергеевич
Христофор Сергеевич Гроздов (10 февраля 1933, Сурский район, Средневолжский край — 15 апреля 2014, РСФСР, СССР) — советский строитель-каменщик. Заслуженный строитель РСФСР, лауреат Государственной премии СССР (1981).

## Биография
Родился в Ульяновской области. В юности жил в Алатырском районе Чувашии.
Потом[когда?] переехал в Ростов-на-Дону, где у него родилась дочь Гроздова, Светлана Христофоровна, которая с семи лет занималась спортом в ростовской детской спортивной школы № 6, пробуя себя в акробатике, танцах и спортивной гимнастике. С 1968 года стала серьёзно заниматься спортивной гимнастикой и в итоге стала чемпионкой мира.